# 英國歷史年表
此年表为英國歷史之大事年表，主要为国家（政治）史。

## 史前史
根據考古發現，英國在舊石器時代已經有先民生活，比較主要的族群有斯㕵斯康人（Swanscome）等等
- 公元前2000年：凱爾特人出現在布列塔尼半島。
- 前900年：凱爾特人出現在英格蘭；愛爾蘭文明出現。

## 罗马时代
- 前55年：罗马将军凯撒入侵不列颠。[1]
- 前54年：罗马将军凯撒第二次入侵不列颠。這兩次入侵稱爲「凱撒入侵不列顛」。[1]
- 43年：克勞狄一世将不列颠并入罗马帝国。
- 122年：哈德良长城开始建造。
- 383年：罗马人开始撤出不列颠。

## 盎格鲁萨克逊时代
- 449年：盎格鲁人、撒克逊人、朱特人和弗里斯兰人开始占领不列颠。古英语开始形成。
- 500年：七国时代开始。
- 597年：坎特伯雷的奧古斯丁来到英格兰传播基督教。肯特国王Æthelberht（英语：Æthelberht of Kent） 受洗。
- 664年：惠特比宗教会议（英语：Synod of Whitby）。英格兰开始采用罗马教会礼仪。
- 787年：斯堪的纳维亚的维京人开始入侵。

### 维京人入侵和英格兰统一
- 825年：威塞克斯王国的愛格伯特征服其他六个盎格魯-撒克遜王国，基本统一英格兰。
- 865年：維京雄師（英语：Great Heathen Army）入侵英格兰。  [維京傳奇]。
- 878年：阿尔弗雷德大帝击退丹麦人，获得盎格魯薩克遜国王之头衔。丹麦人退居丹麦法区。
- 910年：Tettenhall（英语：Battle of Tettenhall）战役，长者爱德华等大败丹麦敌军。
- 927年：光荣者艾塞斯坦将七国统一为英格兰王国，成为英格兰国王，是為威塞克斯王朝。
- 991年：莫爾登战役（英语：Battle of Maldon），英格兰向丹麦屈服并开始进贡
- 1002年：仓促王埃塞尔雷德二世下令屠杀定居在英格兰的丹麦人，招致1013年八字胡斯温的入侵报复。

### 丹麥王朝和威塞克斯复辟
- 1016年－1035年：丹麦的卡纽特大帝统治英格兰。
- 1042年6月8日：哈德克努特逝世
- 1043年：忏悔者爱德华夺回英格兰王位，威塞克斯王朝復辟。

## 诺曼征服和中世纪

### 诺曼王朝（1066－1135）
- 1066年：
  - 富尔福德战役（英语：Battle of Fulford），挪威国王哈拉尔三世指挥的维京军队击败盎格鲁-撒克逊英格兰君主哈罗德二世指挥的军队。
  - 斯坦福桥战役，哈罗德二世指挥的盎格鲁-撒克逊军队击败挪威国王哈拉尔三世指挥的维京军队。
  - 黑斯廷斯战役，诺曼底公爵吉约姆二世（即征服者威廉）击败哈罗德二世指挥的盎格鲁-撒克逊军队，为诺曼征服中决定性战役。
  - 征服者威廉被贤人会议于威斯敏斯特加冕，是为威廉一世（1066－1087），諾曼王朝建立。
  - 威廉一世创建英国御前會議（英语：Curia regis）。
- 1070年：威廉一世军事征服结束。
- 1086年：威廉一世进行土地赋役调查，出版末日審判書。
- 1087年：威廉一世病故，次子威廉·鲁夫斯即位，称威廉二世（1087－1100）。
- 1100年：威廉二世被飞箭射中而亡，其弟“选举”为亨利一世（1100－1135）。
- 1120年：亨利一世法定继承人、儿子威廉·艾德林乘船失事。
- 1135年：亨利一世辞世。威廉一世外孙史蒂芬（1135－1154）夺位。
- 1138年：
  - 亨利一世女兒玛蒂尔达争位，英格兰内乱。
  - 诺斯阿勒顿战役
- 1153年：
  - 《威斯敏斯特协议（英语：Treaty of Wallingford）》，史蒂芬死后王位转归安茹伯爵之子。
  - 苏格兰马尔科姆四世即位，被迫向英格兰行效忠礼。

### 安茹王朝（别称：金雀花王朝）（1154—1399）
- 1154年：亨利二世即位。安茹王朝建立。
- 1164年：《克拉伦敦法典》颁布以扩大王权，限制教会特权和教会法庭权力。
- 1170年：坎特伯雷大主教托马斯·贝克特被亨利二世的4个亲兵骑士擅自刺杀于坎特伯雷大教堂。贝克特被封为圣人，亨利二世不得不废除《克拉伦敦法典》并做出其它让步。
- 1171—1172年：亨利二世征服爱尔兰、在都柏林建造王宫，并将其定为盎格鲁爱尔兰首府。
- 1174年：
  - 安尼克战役（英语：Battle of Alnwick），苏格兰威廉一世（狮王威廉，注意非为狮心王）进攻英格兰。
  - 《法来斯协定》，威廉一世向亨利二世臣服。
- 1188年：亨利二世拒绝法王提出的把继承权给予二儿子理查德的要求。
- 1189年：亨利二世辞世，理查德一世（狮心王）（1189—1199）即位。
- 1190年：理查德一世参加第三次十字军东征。
- 1192年：理查德一世回国途中被奥地利大公利奧波德五世抓住，并引渡至神圣罗马帝国皇帝亨利六世。
- 1194年：理查德一世缴纳赎金，获释。
- 1199年：理查德一世被射亡。约翰（失地王/无地王）即位。
- 1204年：諾曼底公國被法国兼併。
- 1205年：坎特伯雷大主教华尔特去世，引发继任人选问题。
- 1208年：英诺森三世
- 1214年：布汶战役
- 1215年：自由大憲章建立。
- 1305年：威廉·華勒斯在格拉斯哥附近被捕。被帶到倫敦後，他被判為國王的叛徒，儘管如他所言，他「沒有背叛過愛德華，因為我從來就不曾是他的臣民」。他被絞死，開膛，斬首，分屍。[英雄本色]。
- 1314年：班诺克本之战，英格兰的爱德华二世败于苏格兰的罗伯特·布鲁斯。
- 1328年：爱丁堡-北安普顿协议签订，英格兰承认苏格兰独立。（参见苏格兰历史#第一次独立战争）

- 1337年：百年戰爭爆发。
- 1348年：黑死病在英格兰肆虐。
- 1356年：普瓦捷战役，英格兰以少胜多。
- 1381年：瓦特·泰勒农民起义。
- 1415年：阿金库尔战役，英格兰以少胜多。

- 1455年－1487年：玫瑰戰爭。
- 1461年：约克家族的爱德华四世击败兰开斯特家族，約克王朝建立。有歧义
- 1485年：博斯沃思原野戰役。

### 都铎王朝
- 1485年：亨利七世即位，都铎王朝开始。
- 1513年：弗洛登战役，英格兰击败苏格兰。
- 1534年：至尊法案通过，英格兰从罗马教廷分离，英格兰國教会初步成立。
- 1588年：英格兰击败西班牙無敵艦隊。
- 1600年：成立東印度公司。
- 1620年：五月花號抵達北美。

## 近代史：海外扩张和君主立宪
- 1603年：苏格兰的詹姆斯六世继承英格兰王位，史称詹姆斯一世；斯图亚特王朝开始。这使得英格兰、爱尔兰、苏格兰统一于一个王位下。
- 1628年：遞交《權利請願書》給查理一世。
- 1642年－1649年：英国内战（清教徒革命）
- 1649年：英国议会推翻并处死国王查理一世，由“护国公”克伦威尔领导的英格兰共和国成立。
- 1666年：伦敦大火
- 1688年－1689年：光荣革命。
- 1701年：1701年嗣位法令通过，要求英国王位必须由新教徒继承。
- 1707年：合并法案通过，英格兰王国与苏格兰王国合并，大不列顛聯合王國成立。
- 1714年：根据《嗣位法》，按血缘的继承顺位的前50位王室成员都是天主教徒，汉诺威王室的乔治一世即位。他在位期间，形成了首相制度。第一任首相是罗伯特·沃波尔。
- 1756年－1763年：七年战争。英国从法国赢得加拿大、密西西比河东岸以及印度。
- 1775年：喬治三世頒布印花稅制度。
- 1776年：北美殖民地13州宣告独立。
- 1780年－1784年：第四次英荷戰爭，英国获胜，开始取代荷兰的海上霸主地位。
- 1783年：和法國共同承認美國獨立。
- 1798年：法国将军拿破仑入侵埃及。英国海军上将纳尔逊在尼罗河战役中击败法军。
- 1805年：英军在特拉法加海战中击败拿破仑。
- 1815年：英军在滑铁卢战役中击败拿破仑，导致拿破仑的百日王朝灭亡。

## 19世纪：日不落帝国
- 1825年：世界上第一条公共客运铁路，史托頓與達靈頓鐵路（英语：Stockton and Darlington Railway）投入运营。
- 1832年：1832年改革法案。
- 1837年：維多利亞女王即位，英国进入维多利亚时代。
- 1840年－1842年：第一次鸦片战争，與清廷簽訂《南京條約》。
- 1845年－1852年：爱尔兰大饥荒。
- 1841年1月26日, 香港，根據中英聯合聲明割讓給英國統治。
- 1848年：共产党宣言发表、欧洲革命。结果：失败，同时宪章运动结束。
- 1851年：英国伦敦举办萬國工業博覽會，即第一届世界博览会；建成了水晶宮。
- 1862年：伦敦第二次举办世界博覽會，1862年世界博览会。
- 1863年：伦敦地下铁路投入运营。
- 1867年：英屬北美法案通過，英屬北美成為加拿大自治領。
- 1867年：1867年改革法令通過，选举权大幅扩大（工人）。
- 1870年：1870年初等教育法通過。
- 1876年：维多利亚女王加冕印度女皇头衔。
- 1882年：英軍佔領蘇伊士運河，埃及成為英國保護國。
- 1884年：1884年人民代表法令通过，选举权进一步扩大（大約二百萬農民取得選舉權，總選民數增加百分之四十）。
- 1899年－1902年：第二次布尔战争。
- 1901年：維多利亞女王駕崩。愛德華七世即位。
- 1908年：伦敦第三次举办世界博覽會，法蘭克不列顛世界博览会（英语：Franco-British Exhibition (1908)）、第一次举办奥运会。

## 世界大战
- 1914年：第一次世界大戰爆發，參與戰事。
- 1918年：在一戰中打敗德國。1918年人民代表法令通过，取消財產限制。規定但凡年滿21周歲的成年男性以及年滿30周歲的成年女性，均有下議院的選舉權；選民人數從770萬左右一躍變成2100萬左右。
- 1930年－1931年：經濟大恐慌。
- 1939年：英國向德國宣戰，加入第二次世界大戰。
- 1945年：德國及日本相繼投降，二戰結束。

## 战后和今天
- 1947年：印度独立。
- 1948年：伦敦第二次主办奥运会。
- 1949年：伦敦宣言；英联邦更名。英帝国时代结束。
- 1952年：伊丽莎白二世即位。
- 1957年：英屬馬來亞獨立
- 1973年：加入欧洲各共同体（现欧盟）。
- 1982年：福克兰群岛战争（马尔维纳斯群岛战争）获胜。
- 1984年：首相撒切尔访问北京，签署中英联合声明，承诺归还香港。
- 1994年：英法海底隧道贯通。
- 1997年：香港回归中国。
- 2004年：英格兰人口达到5000万。
- 2005年：發生倫敦爆炸案。
- 2012年：伦敦第三次承办奥运会。
- 2014年：9月18日，苏格兰发起独立公投，未通过。
- 2015年：伊丽莎白二世在位63年，成为英国历史上在位时间最长的君主。
- 2016年：公投表决脫離歐盟，文翠珊當選首相，成為繼柴契爾後第二位女首相。
- 2020年：英国正式脱离欧盟。
- 2021年：爱丁堡公爵菲利普亲王去世。
- 2022年：在首相约翰逊派对门事件影响下，约翰逊内阁集体请辞，迫使约翰逊辞职。
- 2022年：9月8日，伊丽莎白二世驾崩，其子查尔斯三世继位。